# أكاديمية الولايات المتحدة البحرية
أكاديمية الولايات المتحدة البحرية (بالإنجليزية: United States Naval Academy)‏‏ (USNA) هي أكاديمية تعليمية إتحادية تقع في أنابوليس في ولاية ماريلاند في الولايات المتحدة، وتأسست عام 1845.

## إحصائيات
يبلغ عدد طلاب الجامعة 4576 طالب.

## وصلات خارجية
- الموقع الرسمي